# Longuenesse (St. Omer) Souvenir Cemetery
Longuenesse (St. Omer) Souvenir Cemetery is een Britse militaire begraafplaats met gesneuvelden uit de Eerste- en Tweede Wereldoorlog, gelegen in de Franse gemeente Longuenesse (Pas-de-Calais) net ten zuiden van de stad Sint-Omaars. De begraafplaats ligt aan de Route des Bruyères naast de gemeentelijke begraafplaats en de garnizoensbegraafplaats van Sint-Omaars, de zogenaamde Cimetière du Souvenir Français. In de noordelijke hoek staat een gedenkteken voor de gesneuvelde militairen van dit garnizoen.
De begraafplaats heeft ongeveer een driehoekig grondplan. Het terrein helt lichtjes af in noordelijke richting. De toegang bestaat uit twee hardstenen zuilen met dubbel hekken. De begraafplaats is noord-zuid gericht en is ongeveer halverwege door een niveauverschil verdeeld in een noordelijk deel met de graven van Franse en Belgische gesneuvelden en een zuidelijk deel met de Commonwealth graven. Het Britse deel werd ontworpen door Herbert Baker en heeft een oppervlakte van 5.541 m². Het Cross of Sacrifice staat aan het noordelijke einde ervan en de Stone of Remembrance staat aan het zuidelijke einde op een verhoogd terras met trappen, geflankeerd door twee vierkante schuilhuisjes onder een tentdak.
Er liggen 3.730 doden begraven waaronder 104 niet geïdentificeerde.
De begraafplaats wordt onderhouden door de Commonwealth War Graves Commission.

## Geschiedenis

### Eerste Wereldoorlog
St. Omer lag tijdens de Eerste Wereldoorlog voor het vijandelijk artillerievuur op een veilige afstand van het front, de reden waarom van 13 oktober 1914 tot het einde van maart 1916 het hoofdkwartier van de Generale Staf van de British Expeditionary Force hier gehuisvest was. In november 1917 en mei 1918 echter werd de stad herhaaldelijk door vijandelijke vliegtuigen gebombardeerd waardoor vele slachtoffers vielen.
In de stad en de omgeving waren ook belangrijke veldhospitalen gelegerd. Vooral vanaf 1918 zouden heel wat medische eenheden, zoals de 4th, 10th, 7th Canadian, 9th Canadian and New Zealand Stationary Hospitals, de 7th, 58th (Scottish) and 59th (Northern) General Hospitals, en de 17th, 18th, 1st en 2nd Australian Casualty Clearing Stations hier gezamenlijk hun tenten hebben opgeslagen. Zij verzamelden en verzorgden de militairen die gewond raakten tijdens het Duitse lenteoffensief in het voorjaar van 1918 en het daaropvolgende geallieerde eindoffensief. Degenen die het niet overleefden werden dan hier begraven.
In het Britse deel van de begraafplaats liggen 2.485 Britten (waaronder 6 niet geïdentificeerde), 156 Australiërs, 150 Canadezen, 6 Indiërs, 53 Nieuw-Zeelanders, 24 Zuid-Afrikanen en 187 Duitsers (waaronder 5 niet geïdentificeerde).
Bij de Commonwealth doden zijn ook de 86 Chinezen geteld die werkzaam waren bij het Chinese Labour Corps. Tussen hen liggen ook 8 Indochinezen die als arbeiders onder Frans bevel stonden.
In het Franse deel van de begraafplaats liggen 231 Franse gesneuvelden, waaronder 12 militairen van Noord-Afrikaanse oorsprong die onder een islamitische grafzerk liggen.
Er liggen ook 18 Belgen begraven, waaronder 1 niet geïdentificeerde.

### Tweede Wereldoorlog
Tijdens deze oorlog werd de British Expeditionary Force in Frankrijk en België ingezet om het oprukkende Duitse leger te weerstaan. Eind mei en begin juni 1940 werd het uitgedunde Britse leger teruggedreven in de noordwestelijk hoek van Frankrijk en moest het in allerijl vanuit Duinkerke geëvacueerd worden. Vele slachtoffers die toen hier in de omgeving sneuvelden werden op deze begraafplaats bijgezet.
Gedurende de hele oorlog werden door de Royal Air Force luchtaanvallen boven België en Duitsland uitgevoerd. Vele geallieerde vliegtuigen werden door het Duitse luchtafweergeschut (FLAK) en de luchtmacht (Luftwaffe) neergeschoten. De slachtoffers die konden geborgen worden werden hier begraven. Ze maken veruit het grootste deel uit van de hier begraven gesneuvelden uit deze oorlog.
Er liggen 381 Britten (waaronder 93 niet geïdentificeerde), 11 Canadezen, 8 Australiërs, 3 Nieuw-Zeelanders, 4 Polen en 27 Tsjechen. Twaalf Commonwealth slachtoffers worden herdacht met Special Memorials omdat hun graven niet meer gelokaliseerd konden worden. Eén Brit (Sergeant R.W. Jenkins) wordt ook met een Special Memorial herdacht omdat hij oorspronkelijk op het kerkhof van Merckeghem begraven was, maar zijn graf werd daar vernietigd en niet meer teruggevonden.
Er liggen 34 graven van CWGC-medewerkers.

## Graven

### Onderscheiden militairen
- Cecil Reginald Noble, korporaal bij de Rifle Brigade werd onderscheiden met het Victoria Cross (VC).
- John Brough, luitenant-kolonel bij de Royal Artillery G.S.O. 61st Div. werd onderscheiden met de Order of St. Michael and St. George (CMG) en de Member of the Royal Victorian Order (MVO).
- Arthur Halstead, luitenant bij het Duke of Wellington's (West Riding Regiment) werd onderscheiden met het Military Cross (MC) en de Albert Medal (AM).
- Eric Henry Goodwin Leggett, majoor bij de Royal Field Artillery werd onderscheiden met de Distinguished Service Order (DSO).
- De piloten Phillip Leslie Irving Archer, Norman Ralph Fowlow, James Ian Johnston, Leslie William John King en Donald Gillespie Mercer ontvingen het Distinguished Flying Cross (DFC).
- Majoor Henry Wilfred Persse werd tweemaal onderscheiden met het Military Cross (MC and Bar).
- De kapiteins George Ainslie, David Sidney Hall, Thomas Wilkes Lonsdale, Roswell Murray MacTavish, Tom Newton, Francis Geoffrey Thatcher en Angus Sutherland Allen ontvingen het Military Cross (MC) en Sydney Herbert Clarke tweemaal (MC and Bar).
- De luitenants Fred Oscar Baxter, Oswald George Frank Justus Breul, F.W. Cowley, A.W Leech, Edward Leslie Graham Rowell, Leo John Sweeney en Arnold Theobald ontvingen het Military Cross (MC) en Francis Lawrence Smith ook nog de Military Medal (MM), ook onderluitenant Alfred Fleming ontving het Military Cross (MC).
- Edward Alfred Milton, majoor bij de Royal Artillery werd onderscheiden met de Territorial Decoration (TD).
- Luitenant Herbert Foster Chapman, onderluitenant Henry Griffith Pagan Lowe, compagnie sergeant-majoor N. Howarth, sergeanten Robert McCullough, James Joseph McMahon en E.G. Passingham ontvingen de Distinguished Conduct Medal (DCM) waarbij sergeant J.J. Cowell ook nog de Military Medal (MM) verkreeg.
- Korporaals J. Walker, C.H. White en soldaat G. Kipps ontvingen de Distinguished Conduct Medal (DCM), korporaal W. Mayes ontving deze onderscheiding tweemaal (DCM and Bar).
- Korporaal Albert Clarke werd onderscheiden met de Meritorious Service Medal (MSM)
- Daarnaast ontvingen ook nog 52 militairen de Military Medal (MM).

### Minderjarige militairen
- geleider Wilfred T. Welling en soldaat Frederick W. Bidgood waren slechts 16 jaar toen ze sneuvelden.
- de soldaten William J. Studd, R. Watt, William G. Miles,Robert F. Christie, Jeremiah Carrier en Arnold A.B. Kirkup waren 17 jaar toen ze sneuvelden.

### Aliassen
- korporaal William T. Downes diende onder het alias William Griffiths bij de Royal Engineers.
- geleider William Smith diende onder het alias Alfred Anderson bij het Royal Army Service Corps.
- geleider Florence McCarthy diende onder het alias Harry Camp bij de Australian Field Artillery.
- soldaat James Hart diende onder het alias James Connor bij de Royal Scots.
- soldaat J. Goodwin diende onder het alias J. Brownsword bij het North Staffordshire Regiment.
- soldaat Edward J. Gowan diende onder het alias E. McKay bij de King's Own Scottish Borderers.
- soldaat John Sinclair diende onder het alias John Smyth bij de Australian Infantry, A.I.F..

### Gefusilleerden
- William Walton, sergeant bij het 2nd Bn. King's Royal Rifle Corps, werd wegens desertie gefusilleerd op 23 maart 1915. Hij was 26 jaar.
- Isaac Reid, soldaat bij het 2nd Bn. Scots Guards werd wegens desertie gefusilleerd op 9 april 1915.
- James Cuthbert, soldaat bij het 9th Bn. Cheshire Regiment werd wegens ongehoorzaamheid gefusilleerd 6 mei 1916. Hij was 20 jaar.
- Reynolds, soldaat bij het 3rd Bn. Canadian Infantry werd wegens desertie gefusilleerd op 23 augustus 1916.
- Charles Bain Nicholson, soldaat bij het 8th Bn. Yorks and Lancaster Regiment werd wegens desertie gefusilleerd op 27 oktober 1917. Hij was 19 jaar.[3]